# اسامه نبیه
اسامه نبیه (عربی: أسامه نبيه؛ زادهٔ ۲۰ ژانویهٔ ۱۹۷۵) یک ورزشکار اهل مصر است.
از باشگاه‌هایی که در آن بازی کرده‌است می‌توان به باشگاه ورزشی زمالک، و باشگاه ورزشی الکویت، باشگاه ورزشی زمالک، و تیم ملی فوتبال مصر اشاره کرد.
وی همچنین در تیم ملی فوتبال مصر بازی کرده‌است.